# 加賀美雅之
加賀美 雅之（かがみ まさゆき、1959年 - 2013年5月）は、日本の小説家、推理作家。千葉県出身。

## 経歴
小学校時代より内外の推理小説を読む。特に横溝正史やジョン・ディクスン・カーの作品を愛読している。大学では国文学を学ぶ。
1999年、鮎川哲也が編集長をつとめる素人投稿アンソロジー『本格推理14』に、会社勤めのかたわら田辺正幸名義で投稿した「わが友アンリ」が採用され掲載される。その後、本格推理シリーズには「暗号名『マトリョーシュカ』」(長谷川順子と連名。ただし長谷川はアドヴァイス役にとどまり執筆自体は単独で行った旨を付記してある)「『樽の木荘』の悲劇」の2編が採用されている。2002年、光文社の新人発掘企画「KAPPA-ONE登龍門」の第一期として、二階堂黎人の推薦を受け『双月城の惨劇』で本格的に小説家デビュー。
2007年から2009年まで、本格ミステリ作家クラブの監事をつとめる。

## シャルル・ベルトランシリーズ
パリ警察が誇る名予審判事、シャルル・ベルトランが残忍で狡猾な犯人の巧妙で複雑怪奇なトリックを解き明かしていく本格推理小説シリーズ。物語は、ベルトランの甥であり助手兼伝記作家であるパトリック・スミスの視点で展開する。

### 主な登場人物
シャルル・ベルトラン
パリ警視庁、セーヌ地区の予審判事。悪人に対する非情なる断罪から『人狩り紳士』と恐れられ、その名をパリの街に轟かせる。戦争で数々の武勲をたてた英雄でもある。また彼の多大な功績はたびたび新聞に掲載され、その独特の風貌はメフィストテレスの再来と評される。
パトリック・スミス
この物語の語り手であり、ベルトランの助手兼伝記作家。ベルトランをこの上なく信じており、時にはベルトランを悪の魔の手から救ったこともある、勇気をそなえた好青年。
メアリー・ケリイ
パトリックの奥さんで、ある事件を通して彼と結婚した。
テッド
パトリックとメアリーの息子。

## 作品リスト

### シャルル・ベルトランシリーズ
- 双月城の惨劇（2002年4月 光文社 カッパ・ノベルス / 2006年12月 光文社文庫）
- 監獄島（2004年8月 光文社 カッパ・ノベルス【上・下】 / 2012年5月 光文社文庫【上・下】）
- 風果つる館の殺人（2006年8月 光文社 カッパ・ノベルス）
- 縛り首の塔の館 シャルル・ベルトランの事件簿（2011年3月 講談社ノベルス）
  - 【収録作品】縛り首の塔の館 / 人狼の影 / 白魔の囁き / 吸血鬼の塔 / 妖女の島

### その他の作品
- 加賀美雅之未収録作品集（2022年9月 光文社）
  - 【収録作品】わが友アンリ / 暗号名『マトリョーシュカ』 ――ウリャーノフ暗殺指令―― / 『樽の木荘』の悲劇 / 凍夜に死す 鬼面警部満州時代の未発表の事件 / EDS緊急推理解決院 怪奇推理科 / 鉄路に消えた断頭吏 / 運河通りの少年 / 聖アレキサンドラ寺院の惨劇 / 『首吊り判事』邸の奇妙な犯罪 ――シャルル・ベルトランの事件簿 / ジェフ・マールの追想

### アンソロジー収録
「」内が加賀美雅之の作品
- 本格推理14 密室の数学者たち（1999年6月 光文社文庫）「わが友アンリ」 - 田辺正幸名義
- 新・本格推理01 モルグ街の住人たち（2001年3月 光文社文庫）「暗号名『マトリョーシュカ』 ――ウリャーノフ暗殺指令――」 - 田辺正幸名義、長谷川順子と連名
- 新・本格推理02 黄色い部屋の殺人者（2002年3月 光文社文庫）「『樽の木荘』の悲劇」 - 田辺正幸名義、長谷川順子と連名
- 密室殺人大百科（下）（2003年9月 講談社文庫）「縛り首の塔の館」
- 密室と奇蹟 J・D・カー生誕百周年記念アンソロジー（2006年11月 東京創元社 / 2020年8月 創元推理文庫）
- 新・本格推理 特別編 不可能犯罪の饗宴（2009年3月 光文社文庫）「聖アレキサンドラ寺院の惨劇」
- 不可能犯罪コレクション（2009年6月 原書房 ミステリー・リーグ）「『首吊り判事』邸の奇妙な犯罪 ――シャルル・ベルトランの事件簿」
- 密室晩餐会（2011年6月 原書房 ミステリー・リーグ）「ジェフ・マールの追想」
- 名探偵と鉄旅 鉄道ミステリー傑作選（2016年10月 光文社文庫）「鉄路に消えた断頭吏」